# 15 Canum Venaticorum
15 Canum Venaticorum är en blåvit jättestjärna i stjärnbilden Jakthundarna. Stjärnan har visuell magnitud +6,28 och är sålunda inte synlig för blotta ögat. Den är dubbelstjärna eller rentav en multipelstjärna.